# Nantettatte!! Baseball
A Nantettatte!! Baseball baseball-videójáték, melyet a Sunsoft fejlesztett és jelentetett meg. A játék 1990. október 26-án jelent meg Japánban, kizárólag Nintendo Entertainment System otthoni videójáték-konzolra. A játék egyedi kialakítású kazettán került forgalomba, melybe játékoskeret-frissítéseket tartalmazó kisebb kazettákat lehet illeszteni.

## Áttekintés

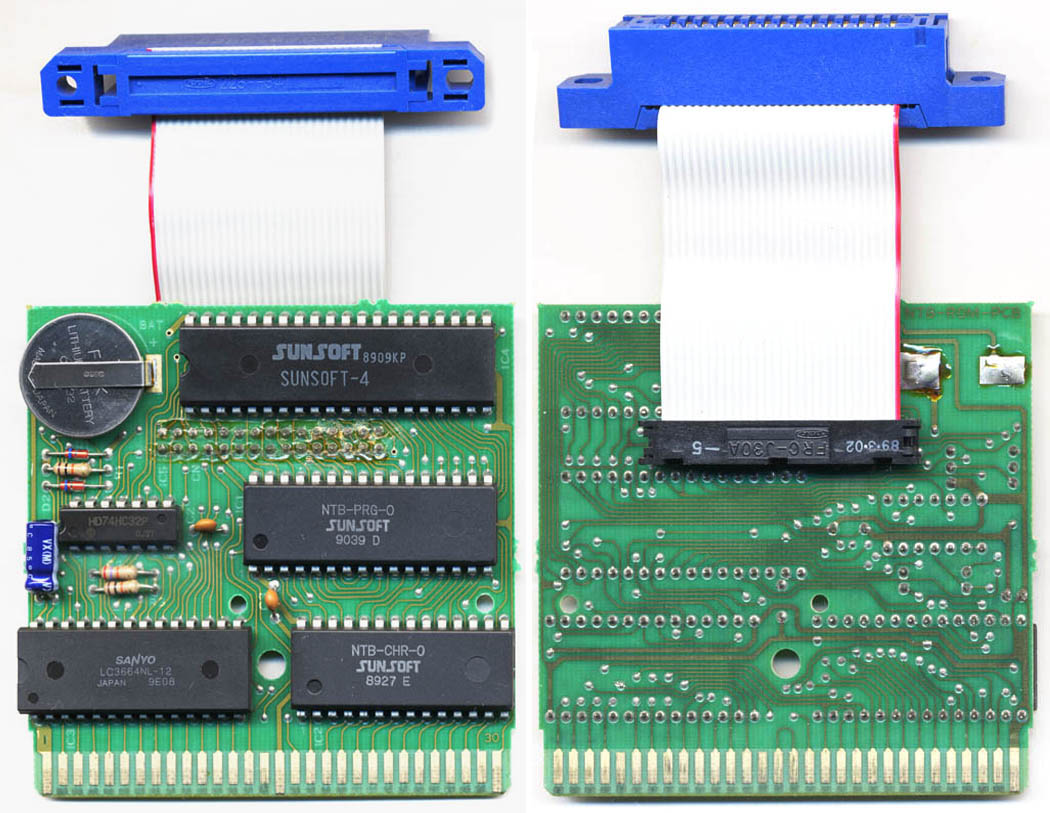
A játék egyedi nyomtatott áramköre, melyhez kisebb kazettákat lehet illeszteni

A Nantettatte!! Baseball viszonylag ortodox baseballjáték, amely a játékmenetében nagyban hasonlít a kor legtöbb baseballjátékához. Legnagyobb újdonsága az egyedi kétkazettás kialakítása, melynek hála csökkentett áron lehet frissíteni a csapatok játékoskeretét, nem kell egy teljesen különálló, teljes árú játékot megvenni. A Sunsoft eredeti tervei szerint a játékhoz rendszeres időközönként jelentetett volna meg „társjáték” játékoskeret-frissítéseket, azonban végül mindössze kettő mellékkazettát adott ki a játékhoz. Az OB All-Stars-hen (OBオールスター編, ’Öregfiúk All-Star-kiadás’) 1991. február 26-án jelent meg és visszavonult All-Star-játékosokat adott a játékhoz, míg az 1991. május 31-én megjelent ’91 kaimaku-ban ('91 開幕編, ’’91-es [Szezon]nyitó kiadás’) az 1991-es Nippon Professional Baseball-szezon nyitányához igazított játékoskereteket tartalmaz.
A játékban összesen tizenhat csapat kapott helyet, melyből tizenkettőt a Nippon Professional Baseball-válogatottakról mintáztak, melyeket négy kitalált csapattal egészítettek ki. A játékhoz nem váltották meg az NPB licencét így a csapatok a becenevük kezdőbetűjén szerepelnek. A játékban négy különböző stadion kapott helyet, melyeket a kor NPB-stadionjairól mintáztak.
A Nantettatte!! Baseballban a Nintendo Entertainment System életciklusának végén megjelent legtöbb baseballjátékra jellemző játékmódokon felül egy gyakorlómód is helyet kapott, illetve olyan kevésbé jellemző funkciókat is tartalmaz, mint a védőjátékosok alakzatának megváltoztatása, a szabályok megváltoztatása (így a kiejtésekhez szükséges strike-ok száma, a sétáltatáshoz szükséges ballok száma, a fél-játékrészek befejezéséhez szükséges kiejtendő játékosok száma, a játékrészek száma, kegyelmi szabály), nappali és éjszakai mérkőzések, kispadürítő verekedések, vetődések. A szezonmódban a játékos teljesítménye alapján fejlődhetnek a baseballozói tudása.

## Fogadtatás
A Famicom cúsin japán szaklap szerkesztői 21/40-es összpontszámmal értékelték a játékot. A Family Computer Magazine olvasói 18,32/30-as pontszámot adtak a játékra.